# Peripsyllopsis ramakrishni
Peripsyllopsis ramakrishni är en insektsart som först beskrevs av Crawford 1924.  Peripsyllopsis ramakrishni ingår i släktet Peripsyllopsis och familjen rundbladloppor. Inga underarter finns listade i Catalogue of Life.